# Дорога на Петро-Славянку
Дорога на Петро-Славянку — улица в Невском и Колпинском районах Санкт-Петербурга. Соединяет 5-й Рыбацкий проезд и пересечение Пограничной, Бугровой и Володарского улиц в посёлке Петро-Славянка. Протяжённость — 1460 м.

## История
Улица известна с начала 70-х гг. XX века.

## Здания и сооружения
- Производственные территории
- Складское хозяйство
- Хозяйственные постройки

## Общественный транспорт

### Автобусные маршруты
- 396А станция метро «Рыбацкое» — Металлострой, НИИЭФА

## Пересечения
- 5-й Рыбацкий проезд
- 4-й Рыбацкий проезд
- Пограничная улица
- Бугровая улица
- улица Володарского